# Диверсия
Диверсията (на латински: diversio – „отклонение, отвличане от“) са скрити и потайни, но внимателно подготвени специални мероприятия на диверсионно-разузнавателни групи или агенти по саботажа – диверсанти за изключване от строя на най-важните обекти или елементи от него чрез взривяване, палеж, наводнение, както и използването на други средства за разрушение и унищожение, които не са пряко свързани с налични военни действия (бой), но с които се постигат определени желани от водещата диверсионна политика страна цели.

## В българското право
Диверсията е престъпление срещу държавата съгласно Наказателния кодекс на Република България и е уредено в неговата Особена част, глава първа „Престъпления против републиката“, раздел ІІІ „Диверсия и вредителство“, чл. 106.
Чл. 106. (Доп. – ДВ, бр. 50 от 1995 г., изм., бр. 153 от 1998 г.) Който с цел да отслаби властта или да ѝ създаде затруднения унищожи или повреди обществени сгради, строежи, инсталации, съоръжения, транспортни или съобщителни средства или друго значително обществено имущество, се наказва за диверсия с лишаване от свобода от 5 до 15 години, а в особено тежки случаи – с лишаване от свобода 20 години, с доживотен затвор или с доживотен затвор без замяна.
Субект на диверсията може да бъде всяко наказателноотговорно лице. Изпълнителното деяние може да се осъществи в две форми: първа – унищожаване на значително обществено имущество, втора – повреждането на такова имущество. Предмет на това престъпление е значително обществено имущество – обществени сгради, строежи, инсталации, съоръжения, транспортни или съобщителни средства или друго имущество, което, от една страна, отговаря на условието за значителност, и, от друга, е обществено. Престъплението диверсия е също така и резултатно престъпление, a самият престъпен резултат е настъпването на повреда или унищожението на значително обществено имущество.
От субективна страна, престъплението диверсия се върши с пряк умисъл, както повечето престъпления от глава първа на Особената част на Наказателния кодекс, а именно – „Престъпления против републиката“. Съставът на диверсията, както и този на вредителството по чл. 107 от Наказателния кодекс, съдържа специална цел като субективен признак, а именно – „с цел да отслаби властта или да ѝ създаде затруднения“. Така, за да е налице диверсия, трябва изпълнителното деяние да се осъществява точно с тази цел – отслабване на властта или създаването на затруднения за последната.
Санкцията, предвидена в чл. 106, за извършване на престъплението диверсия е лишаване от свобода от пет до петнадесет години, а в особено тежки случаи – с лишаване от свобода двадесет години, с доживотен затвор или с доживотен затвор без замяна. Това означава, че ако е налице особено тежък случай на диверсия, то тогава се предвижда налагането на най-тежките наказания по Наказателния кодекс на Република България.
Саботаж е друга дума за диверсия.
|  | Тази страница частично или изцяло представлява превод на страницата „Диверсия“ в Уикипедия на руски. Оригиналният текст, както и този превод, са защитени от Лиценза „Криейтив Комънс – Признание – Споделяне на споделеното“, а за съдържание, създадено преди юни 2009 година – от Лиценза за свободна документация на ГНУ. Прегледайте историята на редакциите на оригиналната страница, както и на преводната страница, за да видите списъка на съавторите. ВАЖНО: Този шаблон се отнася единствено до авторските права върху съдържанието на статията. Добавянето му не отменя изискването да се посочват конкретни източници на твърденията, които да бъдат благонадеждни. |